# キリスト教統一党
キリスト教統一党（ノルウェー語：Kristent Samlingsparti (KSP) ）はノルウェーの保守政党。1998年9月26日、キリスト教民主党の保守派及びキリスト教保守党、新未来連合党などが合流し設立。現在ノルウェー議会（ストーティング）に党所属議員はいない。ノルウェー国教会の改革には反対の立場である。

## 選挙結果
| 年   | 議会選挙 | Year | 県議会選挙 |
| ---- | -------- | ---- | ---------- |
| 2001 | 0.3%     | 2003 | 0.1%       |
| 2005 | 0.1%     | 2007 | 0.1%       |
| 2009 | 0.2%     |      |            |